# Monument a la 50a Ciutat Pubilla de la Sardana
El Monument a la 50a Ciutat Pubilla de la Sardana és una escultura situada al passeig Lluís Albert de l'Escala (Alt Empordà). Inaugurat el 25 d'abril de 2010 durant els actes de celebració de l'Escala com a Ciutat Pubilla de la Sardana. Obra de l'artista Josep Maria Simon, consisteix en una base sobre la que hi ha un grup estilitzat de dansaires en una rotllana, sobre la qual hi ha les notes inicials de la sardana L'Empordà, del compositor Enric Morera, amb lletra del poeta Joan Maragall. El 2018, després de diverses reparacions causades per actes vandàlics, el mateix artista va afegir una clau de sol de grans dimensions, com a lligam i reforç entre totes les figures que el componen.